# 姜庆植
姜庆植（韓語：강경식；1936年5月10日—），是韩国经济副总理兼财政经济院长官。1997年亚洲金融危机爆发，他通过联系米歇尔·康德苏拟定韩国向国际货币基金组织求助计划。